# Свитави
Сви́тави, Свитавы (чеш. Svitavy), бывш. Цвиттау (нем. Zwittau) — город в Пардубицком крае Чехии. Является административным центром района Свитави; входит в одноимённый микрорегион. Население — 17 458 человек (2009). Находится недалеко от истока реки Свитава.

## История
Свитави, один из древнейших городов региона, был основан в середине XII века монахами из Литомишля и назван по протекающей в этом месте речке Свитава. Некоторое время поселение находилось во владении литомышльского монастыря, пока права на него не предъявил епископ города Оломоуц. В 1256 году права на город были уступлены оломоуцкому епископу. Город, пользовавшийся королевскими и епископскими привилегиями, начал расти и развиваться. В 1389 году были построены укрепления. Во время Гуситских войн город был разграблен и опять отошёл монастырю Литомышля, однако уже в 1484 году вновь стал владением оломоуцких епископов. В XVI веке, ставшим «золотым» для Свитави, были учреждены гильдии, построена ратуша, основан городской архив.
Во время Тридцатилетней войны город подвергся полному опустошению, но был вскоре восстановлен. Были построены новая церковь, госпиталь, начала развиваться текстильная промышленность.
В 1781 году город горел и почти весь был уничтожен. Другое бедствие в город принесли Наполеоновские войны.
В ходе революции 1848 года власть епископов Оломоуца была упразднена. В это время население Свитави составляло 4 431 человек и продолжало расти. В 1866 году в Свитавах было подписано перемирие, завершившее боевые действия между Австрией и Пруссией.
В конце XIX века Валентином Освальдом Оттендорфером была основана библиотека.
После распада Австро-Венгрии в 1918 году город стал частью Чехословакии. В 1938 году город в составе т. н. Судетской области был передан гитлеровской Германии. После Второй мировой войны город Свитави был возвращён Чехословакии, немецкое население города было депортировано.

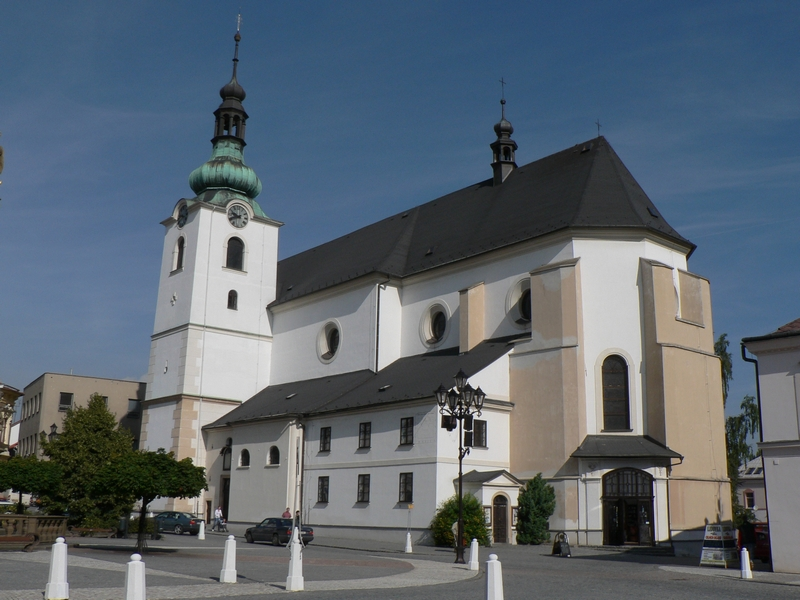
Костёл Посещения Девы Марии

## Достопримечательности
- Костёл св. Ильи
- Городской музей и галерея
- Костёл св. Иосифа
- Городская ратуша
- Лангровский особняк
- Библиотека Оттендорфа
- Музей эсперанто

## Население
| Год  | Численность | Численность |
| ---- | ----------- | ----------- |
| 1869 | 5800        | [ 6 ]       |
| 1880 | 9654        | [ 7 ]       |
| 1890 | 11 653      | [ 7 ]       |
| 1900 | 9029        | [ 6 ]       |
| 1910 | 14 820      | [ 7 ]       |
| 1921 | 13 892      | [ 7 ]       |
| 1930 | 15 031      | [ 7 ]       |
| 1950 | 12 828      | [ 7 ]       |
| 1961 | 13 878      | [ 6 ]       |
| 1970 | 14 282      | [ 7 ]       |
| 1980 | 16 297      | [ 7 ]       |
| 1991 | 17 441      | [ 7 ]       |
| 2001 | 17 626      | [ 7 ]       |
| 2014 | 17 040      | [ 8 ]       |
| 2016 | 17 005      | [ 9 ]       |
| 2017 | 16 949      | [ 10 ]      |
| 2018 | 16 937      | [ 11 ]      |
| 2019 | 16 838      | [ 12 ]      |
| 2020 | 16 758      | [ 13 ]      |
| 2021 | 16 601      | [ 14 ]      |
| 2022 | 16 261      | [ 15 ]      |
| 2023 | 16 186      | [ 16 ]      |
| 2024 | 16 108      | [ 17 ]      |
| 2025 | 16 073      | [ 4 ]       |

## Города-побратимы
- Жьяр-над-Гроном, Словакия
- Штендаль, Германия